# Samische Mythologie
Von der samischen Mythologie ist nicht viel bekannt. Es gibt keine Originalquellen. Überlieferungen enthalten bereits skandinavische oder christliche Interpolationen. Außerdem ist es nicht von Samen geschrieben, was den Quellenwert mindert. Die samische Mythologie ist dem Schamanismus Sibiriens zuzurechnen.

## Überlieferung

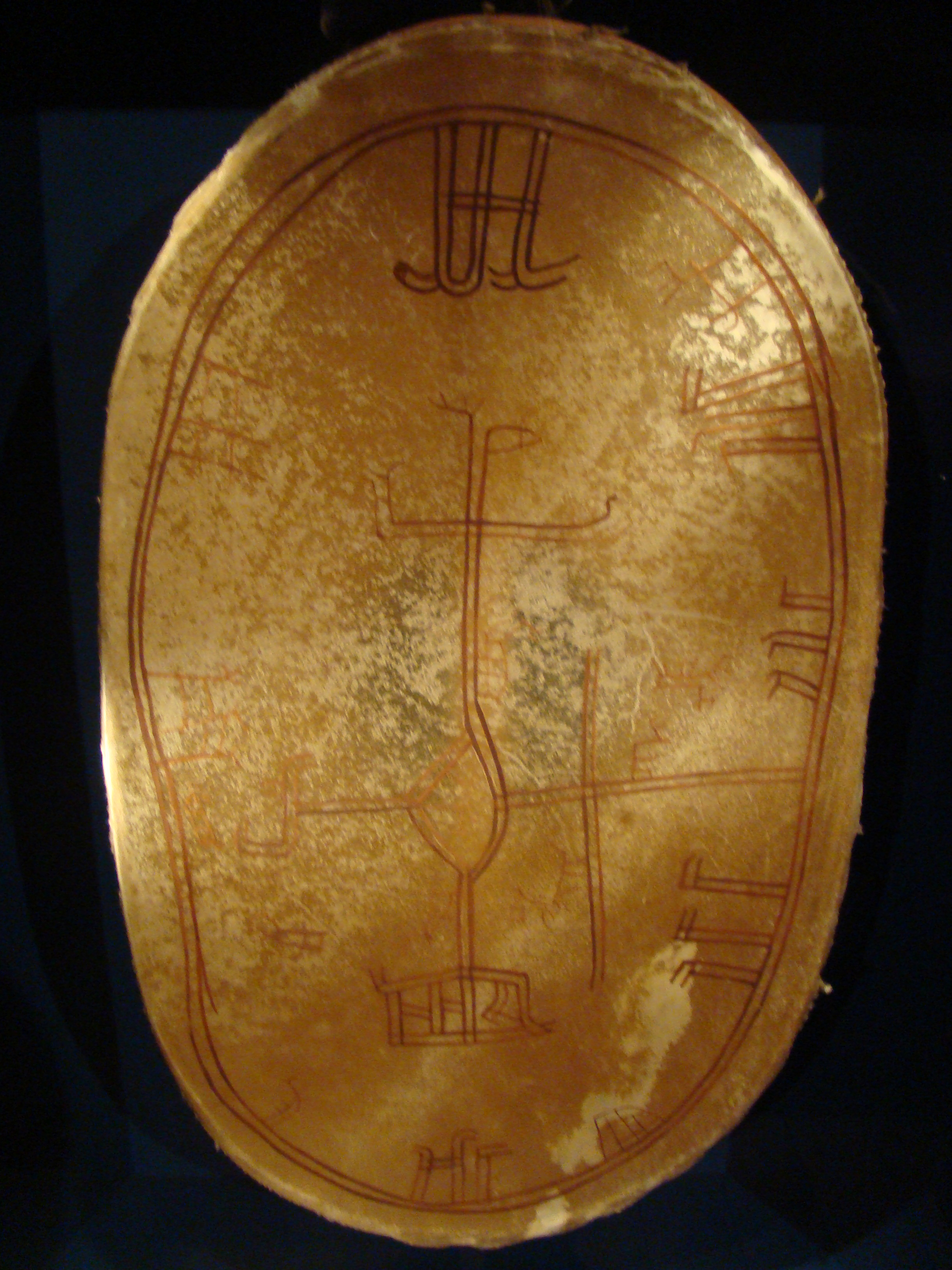
Samische Schamanentrommel

Der erste Bericht über die samische Religion stammt aus der norwegischen Chronik Historia Norwegiæ (um 1200), in der die schamanischen Trommeln und die Trance beschrieben sind. Die Berichte aus östlicheren Gegenden stammen aus dem 17. Jahrhundert.

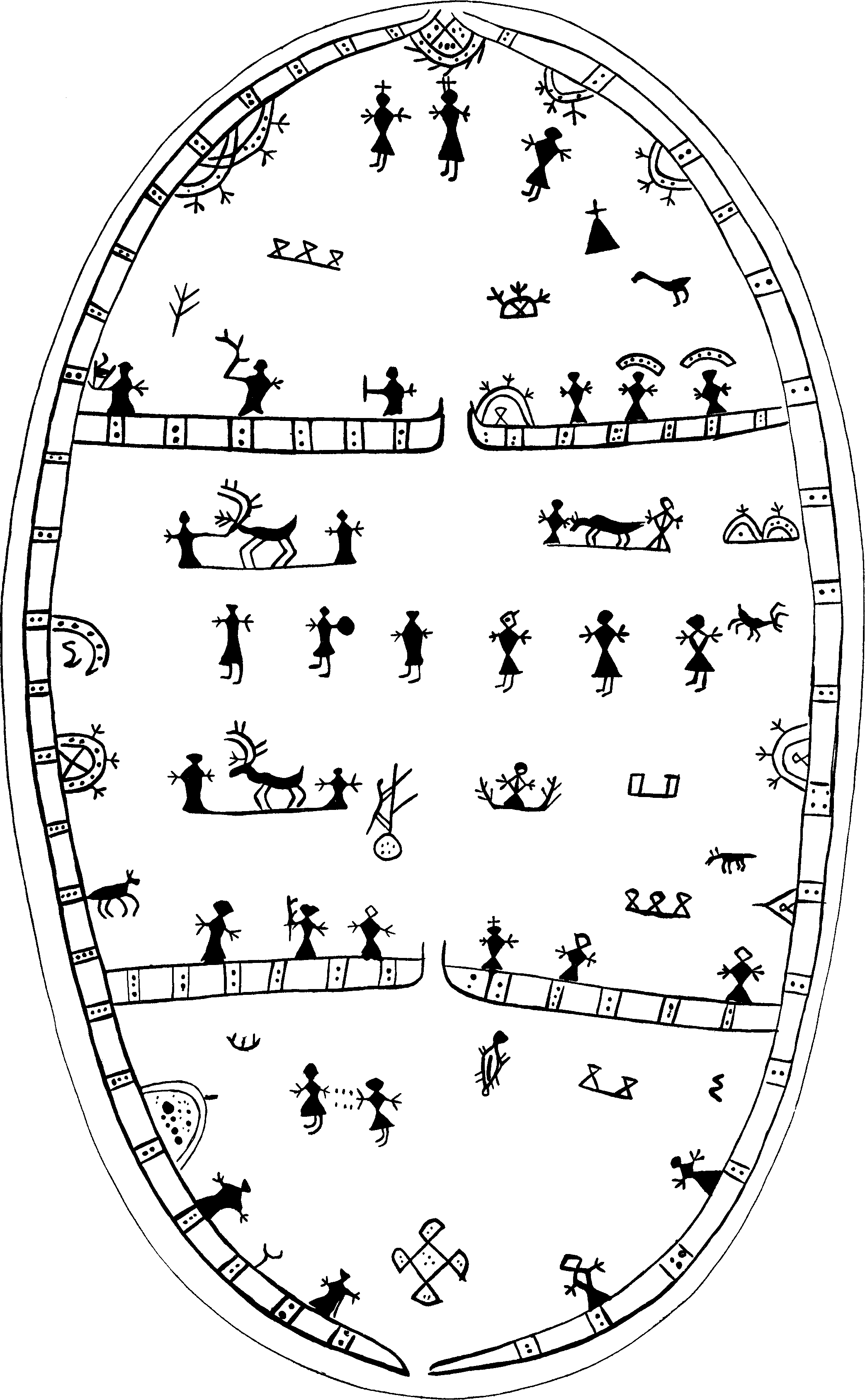
Zeichnungen auf einer Schamanentrommel aus Kemi-Lappmark, Finnland. Beschrieben und abgebildet von Johannes Scheffer in seinem Buch Lapponia (1673); später als Nr. 43 in Ernst Manker, Die lappische Zaubertrommel (1938/1950). Heute im Nordiska museet, Stockholm

## Christianisierung
Zu dieser Zeit waren die Samen schon mit dem Christentum in Berührung gekommen, zuerst in Ostfinnland mit der orthodoxen Kirche, weiter im Westen mit der katholischen Kirche, dann mit den Lutheranern. Der stärkste Einfluss auf die Samen Nordeuropas kam vom lutherischen Pietismus in Nordschweden. Während sich die katholische Kirche im Wesentlichen damit begnügte, die Samen zu taufen, zu trauen und zu beerdigen, begannen die Pietisten mit einer aktiven Mission mit dem Ziel, sie auch innerlich zu Christen zu machen. Das führte auch zu hartem Vorgehen. 1662 wurde ein Schamane wegen hartnäckiger Ausübung seiner Religion auf dem Scheiterhaufen verbrannt. Die teilweise brutale Missionierung erstreckte sich bis in das 18. Jahrhundert. Lars Levi Laestadius (1800–1861) versuchte, die ekstatische Tradition der Schamanen in seinen Gottesdienst zu integrieren, um so das Christentum für die Samen akzeptabler zu machen.

## Weltbild
Der Schamane Noaidi (nordsamisch) bzw. Nåejtie (südsamisch) spielt eine zentrale Rolle. Er stellt die Verbindung zwischen der realen und der übersinnlichen Welt her. Der Schamane ist männlich. Frauen jenseits der Fruchtbarkeitsperiode konnten aber ebenfalls übersinnliche Verbindung haben, ohne dass sie aber den männlichen Kollegen in ihren Fähigkeiten gleichgestellt gewesen wären. Sie hießen in Skandinavien framåt, früher guap, kweppckas oder gåbeskied.
Das Weltbild ist wie häufig dreigeteilt: Oberwelt, reale Welt und Unterwelt. In der Oberwelt wohnen die Götter, in der Mittelwelt wohnen die Menschen und in der Unterwelt wohnen die Toten, beherrscht von Jabmaekka, der Herrscherin der Unterwelt. In der Unterwelt gibt es drei Bereiche: In Savoaimo leben die verstorbenen Schamanen, in Rutaimo wohnt der böse Gott Ruto. In Jabaimo leben die verstorbenen Menschen. Sie leben wie auf der Erde und brauchen daher Tieropfer zum Überleben.
In der oberen Götterwelt gibt es den Donnergott Hora Galles, den Fruchtbarkeitsgott Vearalden Olmai. Die meisten Götter des samischen Pantheons sind aber verloren, die wenigen sind in der Regel etymologisch auf skandinavische Gottheiten zurückzuführen.
Der Mensch hat drei Seelen: Die geistige Seele, die zur Oberwelt gehört, die Mittelseele für die Körperfunktionen und die Namenseele, die das Kind mit der Namensgebung erhält. Das Kind erhält einen Namen eines Ahnen, der seine Fähigkeiten aus der Unterwelt auf das Kind übertragen soll. Auch die Tiere haben mehrere Seelen.